# Clubiona pahilistapyasea
Clubiona pahilistapyasea este o specie de păianjeni din genul Clubiona, familia Clubionidae, descrisă de Alberto Barrion și Litsinger, 1995. Conform Catalogue of Life specia Clubiona pahilistapyasea nu are subspecii cunoscute.